# Chiadino
Chiadino (Kadinj in sloveno) è un borgo o rione suburbano di Trieste, situato nella parte est della città e che comprende le località di Chiadino, Chiadino in Monte facente capo alla parrocchia di Santa Caterina da Siena, San Luigi facente capo alla parrocchia di San Luigi Gonzaga, e del Boschetto che va da San Luigi a Longera.Corrisponde al colle di Chiadino delimitato ad ovest dal centro della città, a nord-est dalla zona di San Giovanni (Guardiella) e a sud sud-est dalla zona di Rozzol.
Sulla sommità del colle si trovano:
- in località Cacciatore, l'edificio del Ferdinandeo, eretto nel 1858 in onore dell'imperatore Ferdinando I d'Asburgo, ed ora sede del MIB School of Management.
- Villa Revoltella, costruita nel 1853 per il barone Pasquale Revoltella, ed ora parco cittadino, con la villa, il parco, la gloriette, la serra e la chiesetta dedicata a San Pasquale Baylon.

Il versante nord-est del colle è occupato invece dal bosco del Farneto (dal nome della farnia, un tipo di quercia), comunemente chiamato Boschetto, un ampio polmone verde per la città.
Nei primi anni dell’Ottocento fu deciso di tracciare un sentiero che dalle falde del Boschetto portasse agilmente alla vetta del colle Cacciatore, così chiamato per il guardaboschi che lì risiedeva. Nella primavera del 1817 venne finalmente aperta alla cittadinanza la strada a serpentina che conduceva in cima alla collina dove, oltre alle passeggiate tra i boschi i cittadini potevano usufruire di una trattoria con i tavolini all'aperto, di un campetto per il gioco dei birilli e di uno spazio per il tiro a segno.
Quando nel 1844 l'area boschiva fu donata alla città per l'utilizzo pubblico dall'imperatore Ferdinando I, si pensò di valorizzare tutta la zona con la costruzione di un elegante albergo per i soggiorni dell’élite cittadina, il progetto fu commissionato all'architetto berlinese Friedrich Hitzig. Nel 1858 fu così inaugurato l’edificio in stile tardo rinascimentale chiamato Ferdinandeo in onore dell’imperatore d’Austria che ne elargì i fondi. L'albergo Ferdinandeo venne frequentato da una raffinata clientela che con la bella stagione amava passeggiare tra i boschi e di sera ballare nel salone. La zona intorno, rimasta del tutto incolta, e che ora costituisce il parco di Villa Revoltella, fu acquistata dal ricchissimo barone Pasquale Revoltella che vi edificò un rustico chalet per trascorrervi brevi vacanze tra una battuta di caccia e l’altra. Fu allestito anche uno splendido giardino dotato di vialetti, curatissime aiuole e una grande serra per la coltivazione di piante rare e frutti esotici.
Il parco di Villa Revoltella è esteso su un’area di 50000 m² ed è stato in seguito dotato, nella sua parte bassa, di un lungo colonnato con panchine di sosta, campi giochi e di basket, una pista di pattinaggio e una fontana di Nino Spagnoli raffigurante Pinocchio. La bianca chiesetta di San Pasquale Bylon con l'antistante giardino e il laghetto è ancora oggi scelta dai concittadini per romantiche cerimonie di matrimonio.
Al limite ovest del bosco del Farneto, verso la zona di San Luigi, si trova il civico Orto Botanico.

## Storia
La prima attestazione documentaria del esistenza di Chiadino risale ad un atto del 1311.Tuttavia dei resti romani rinvenuti nella zona di Rozzol nel 1891, nello specifico un Bronzo dell'imperatore Caligola e un Asse (moneta) repubblicano, suggeriscono una presenza romana sul territorio. 
Il villaggio di Chiadino aveva nei secoli un capo villaggio o zuppano che verificava il rispetto delle leggi e dei regolamenti. Nel 1842 i zuppani cessarono la loro attività per disposizione magistratuale.
Nel 1915 il III distretto suburbano denominato Farneto includeva le frazioni di Chiadino, Rozzol e Longera.

## Etimologia del nome
Il toponimo Chiadino è di origine ladina. Attraverso i secoli il villaggio si chiamò Catin, Cadino, Ciadin. 
Il nome deriva dal latino medievale Catinus (catino) che stava indicare la conca del torrente Rozzol. Anticamente la zona a valle di Chiadino veniva chiamata Sterpei o sterpé, da sterpeto, zona incolta piena di sterpi.

## Galleria d'immagini

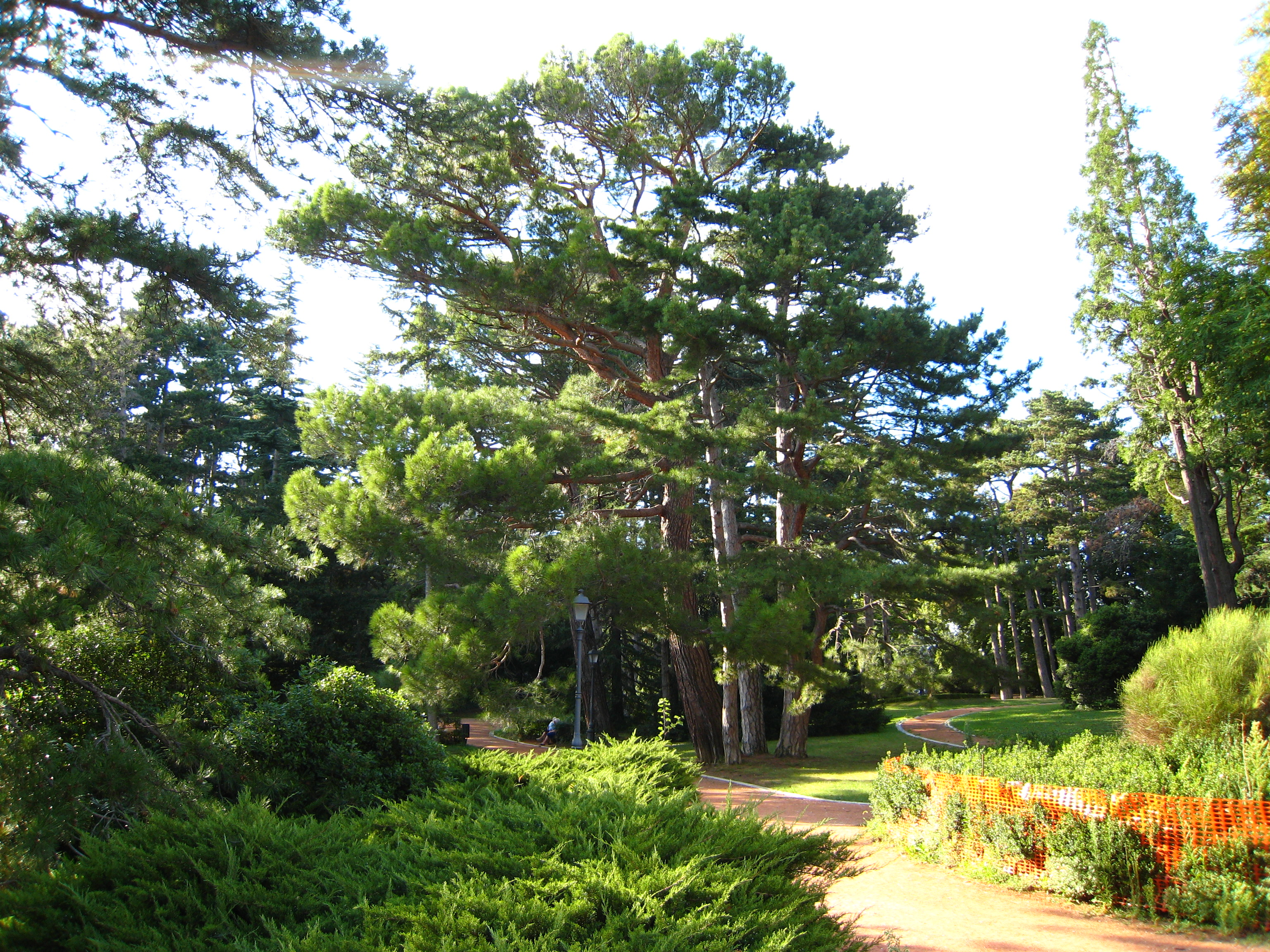
Il parco di Villa Revoltella
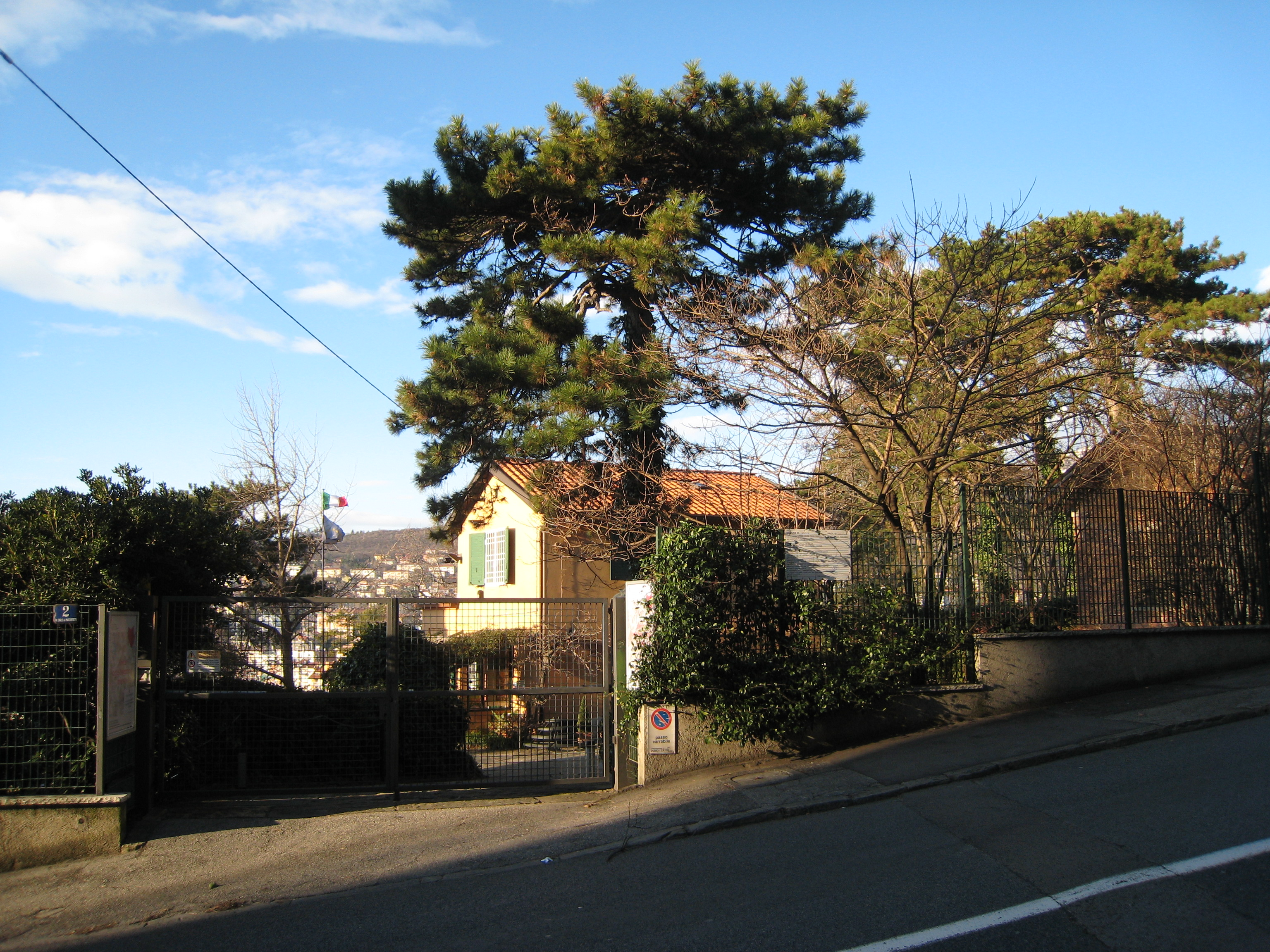
L'ingresso dell'Orto Botanico
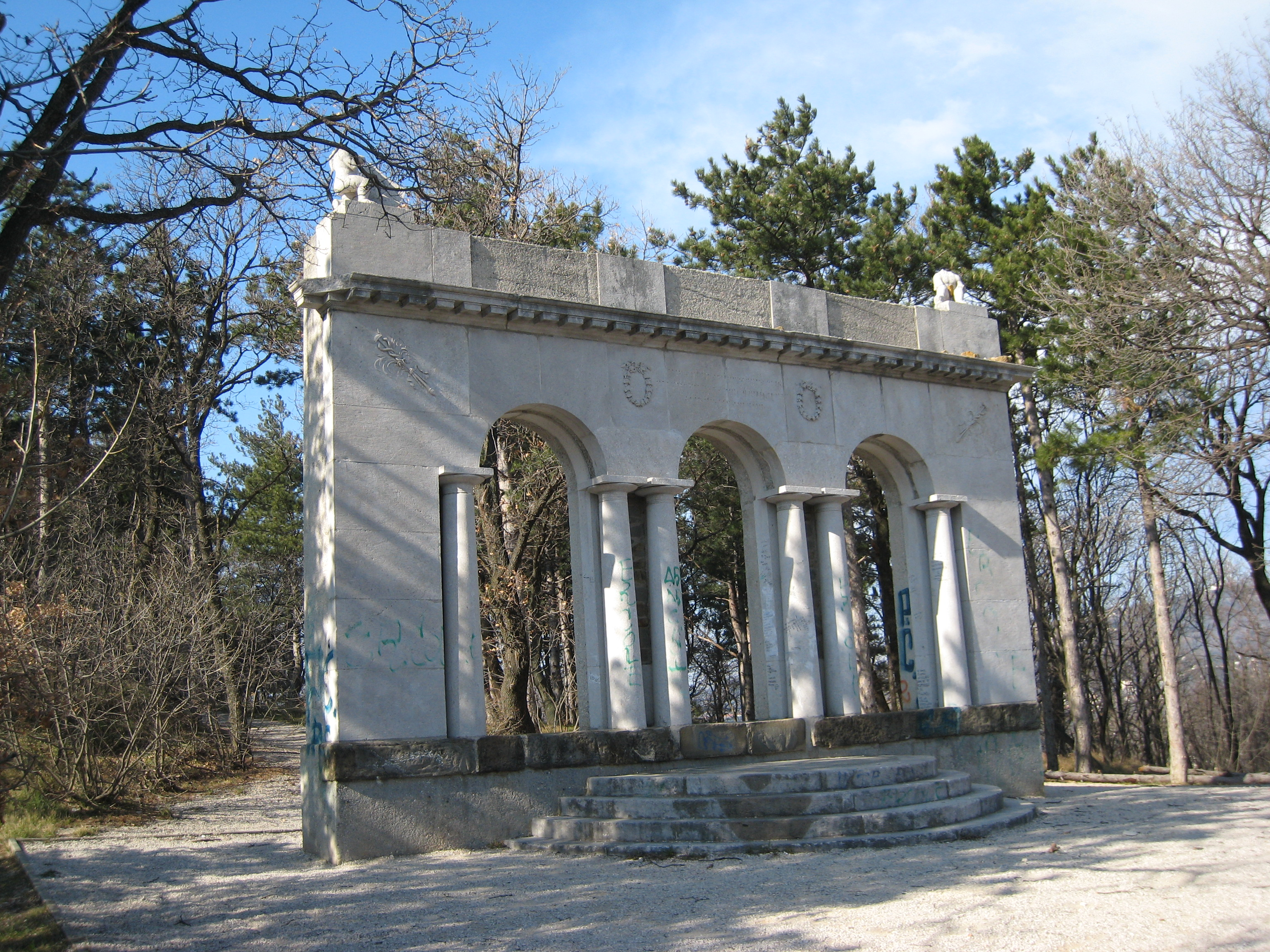
La gloriette sulla sommità del colle
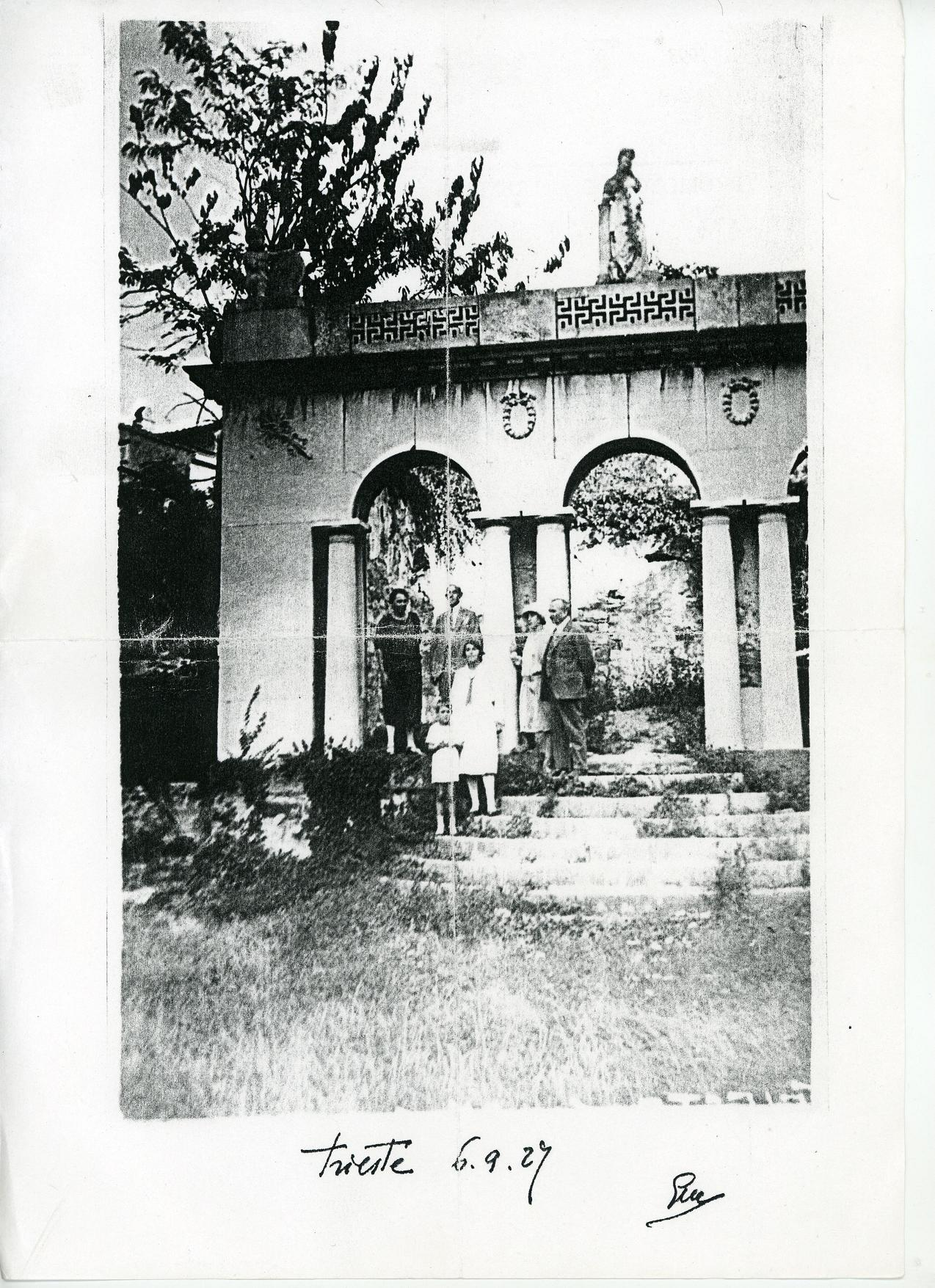
La gloriette nel 1927